# 馬景常
馬景常（1895年—1969年），名振堯。安徽省宿州時村鎮人。民國37年（1948年）在安徽省第四選區當選第一屆立法委員

## 生平[2]
- 畢業於美國哥倫比亞大學政治經濟科，獲政治碩士學位
- 抗日戰爭爆發後，任中央軍校第二總隊政訓室中校副主任，中央軍校教育處政治總教官，中央政治學校大學部高級教官
- 蕪湖職業學校校長[3]
- 安徽省臨時參議會副議長[4]
- 第二、三、四屆國民參政會參政員
- 民國37年，當選立法委員，曾出席第一屆立法院第一會期
- 經邵力子、張治中介紹南謁陳毅，北朝毛澤東，並由陳毅撥款十二億元，又強徵勒派，聚集鉅款，在安徽宿縣開採烈山煤礦，自任董事長[5]
- 1951年，因於第五第六兩會期均未報到出席立法院，經院會決議應視為辭職，依法註銷其名籍[6]